# Скопарник
Скопарник – връх в източната част на Витоша, на югоизток от Черни връх. Височината му е 2226 m.
Името му означава стара стръмна планина. Разположен е на вододела на реките Струма и Искър. Изграден е от монцонити, които са изветрели по повърхността. Склоновете му са полегати с ранкерни почви. В североизточното му подножие се намира резерват „Бистришко бранище“.